# Baanwielrennen
Baanwielrennen, in de volksmond ook pisterijden genoemd, is een tak van de wielersport.

## Kampioenschappen en andere topwedstrijden

### Mondiaal
- Olympische Spelen
- Wereldkampioenschappen
- Wereldbeker (World Cup)

### Continentaal
- Europese kampioenschappen

### Nationale kampioenschappen
- Australië: mannen en vrouwen
- België
- Groot-Brittannië
- Duitsland
- Frankrijk
- Italië
- Nederland
- Verenigde Staten

## Wielerbaan
Baanwedstrijden worden verreden op een speciaal hiervoor gebouwde ovale piste, de renners rijden in de regel op een baanfiets. Zomerbanen (in openlucht) hebben een lengte tussen 225 en 550 meter, winterbanen (overdekt) zijn doorgaans 250 meter lang, maar in het geval van een Olympische baan is de afstand altijd 250 meter en meestal overdekt. De helling in de bochten is ongeveer 40 graden.

## Onderdelen
In het baanwielrennen zijn er diverse disciplines:

### Sprinten
Individueel
Een sprintwedstrijd wordt verreden door twee (soms meer) renners over twee of drie ronden.
Team
Twee teams van twee of drie renners rijden over een korte afstand tegen elkaar.

### Tandems
De tandem, een fiets voor twee personen, was een onderdeel bij de Olympische Spelen tot 1972 en bij de Wereldkampioenschappen Baanwielrennen tot 1994. Het ging om een sprint over 2000 meter. Bij de paralympics vinden nog wel tandemwedstrijden plaats waarbij de fiets bestuurd wordt door de voorste renner die de piloot genoemd wordt. De tweede renner heeft een visuele beperking, deze renner rijdt als stoker als achterste de tandem.

### Tijdrijden
Bij een tijdrit gaat elke renner individueel de baan op, dit kan zowel een staande of een 'vliegende' start zijn. Degene die de snelste tijd neerzet wint. De heren rijden op de baan 1000 meter, de dames 500 meter.

### Achtervolging
Individueel
Twee renners starten gelijktijdig, de ene aan de startstreep, de andere hier recht tegenover aan de overzijde. De twee renners moeten trachten elkaar in te halen, gebeurt dit niet binnen een vooraf bepaalde afstand dan wint de renner met de beste tijd.
Team
Twee teams, bestaande uit vier renners per team, starten gelijktijdig; de ene aan de startstreep, de andere hier recht tegenover aan de overzijde. De twee teams moeten trachten elkaar in te halen, gebeurt dit niet binnen een vooraf bepaalde afstand dan wint het team met de beste tijd.
Een team haalt een ander team in als ten minste drie renners van het ene team, twee renners van het andere team inhalen. De tijd van een team is de tijd die de nummer drie van het team klokt.

### Stayeren
Bij het stayeren rijden alle renners achter een zware motor voorzien van een rol waar de renner zo dicht mogelijk tegen rijdt. De gangmaker staat vaak rechtop om de renner beschutting te bieden. Hierdoor worden hoge snelheden bereikt.

### Keirin
In de keirin rijden zes renners achter een derny. Op het moment dat de derny van de baan afgaat, begint de sprint.

### Omnium
Een Omnium is een combinatieklassement. Er zijn verschillende vormen.

### Afvalkoers
Bij een afvalkoers rijden alle renners tegelijk op de baan. Na elke twee ronden wordt gesprint en valt de laatste renner die de streep passeert af. Hierbij wordt in tegenstelling tot de andere onderdelen naar het achterwiel gekeken. De twee renners die overblijven sprinten tegen elkaar voor de winst.
De afvalkoers is een onderdeel van het omnium en het sprint omnium.

### Puntenkoers
In de puntenkoers rijden alle renners tegelijk op de baan in een wedstrijd met een vastgesteld totaal aantal ronden.
De puntenkoers is een onderdeel van het omnium.

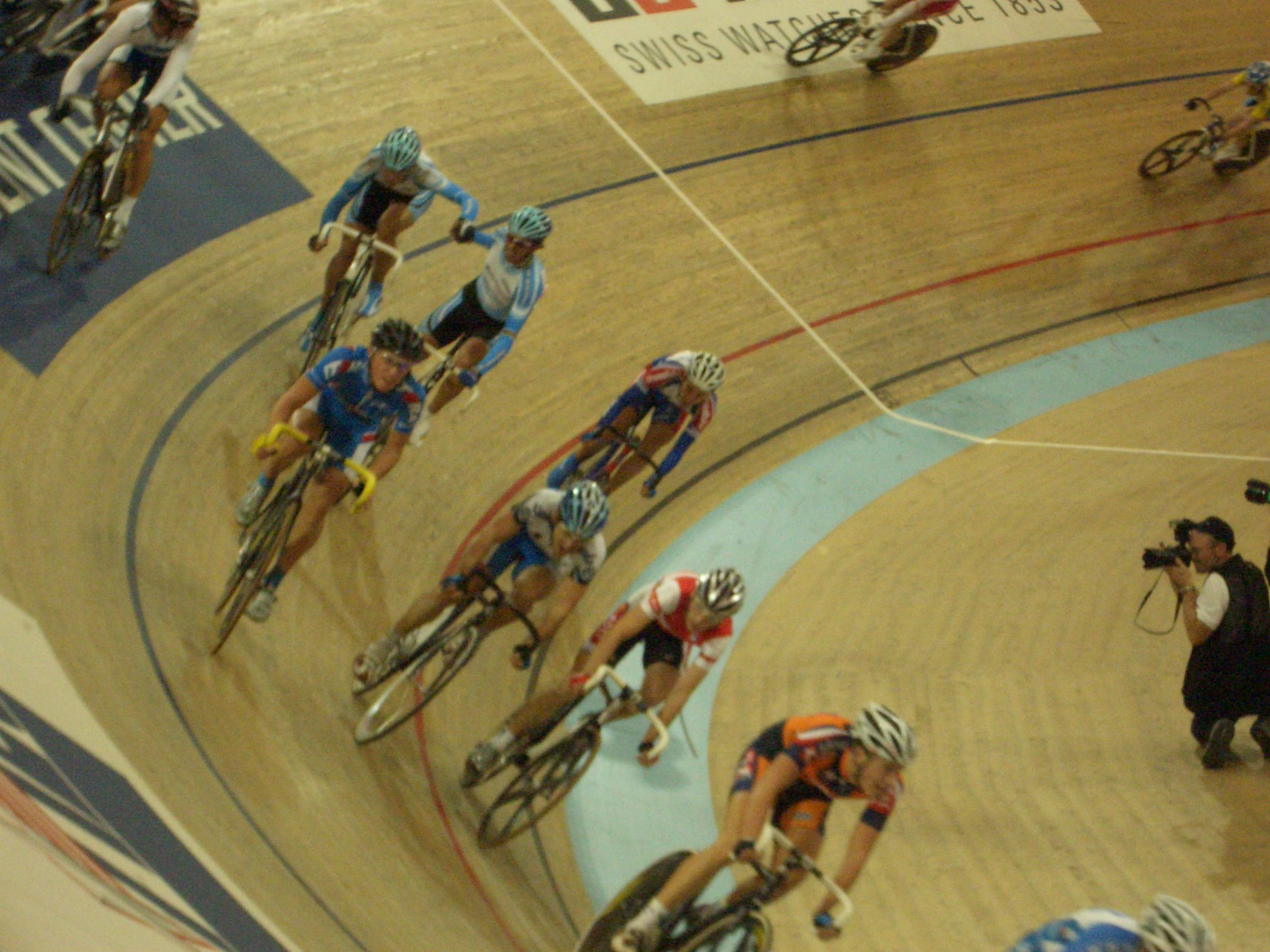

### Scratch
De scratch staat sinds 2002 op het programma van het WK. De heren rijden 15 kilometer en de dames 10 kilometer. Alleen de aankomst op de meet is beslissend voor de klassering.
De scratch is een onderdeel van het omnium.

### Koppelkoers; Madison; Ploegkoers; Jacht
Bij de koppelkoers vormen twee renners een koppel.

### Zesdaagse
Zoals de naam al doet zeggen duurt een 'zesdaagse' wedstrijd zes dagen. Op een overdekte baan komen teams van twee man tegen elkaar uit. Wie aan het eind de meeste ronden heeft gereden is winnaar (zie ook 'koppelkoers' hierboven). In de loop van de dagen worden er verschillende deelwedstrijden ingelast waarmee extra punten en, niet onbelangrijk voor de deelnemers, premiegeld is te verdienen.

### Werelduurrecord
Bij het werelduurrecord moet een renner zo ver mogelijk rijden in precies één uur.

## Lijst van wielerbanen

### België

#### Open wielerbanen
- Affligem lengte: 240m - asfalt
- Ans (Alleur) lengte : 400m - asfalt
- Antwerpen (Wilrijk) lengte : 333,33m - asfalt
- Beveren lengte : 400m - asfalt
- Borsbeke (Herzele) lengte: 375m - asfalt
- Brugge (Assebroek) lengte : 333,33m - asfalt
- Charleroi (Gilly) lengte : 250m - asfalt
- Hulshout lengte : 384m - asfalt
- Oostende (Stene) lengte : 333,33m - asfalt
- Peer lengte : 400m - asfalt
- Rebecq (Quenast) lengte : 333,33m - asfalt
- Rochefort (Jemelle) lengte : 400m - asfalt
- Roeselare (Rumbeke) lengte: 166,66m - asfalt
- Zemst (Elewijt) lengte : 377m - asfalt

#### Overdekte wielerbanen
- Gent Blaarmeersen, Vlaams Wielercentrum Eddy Merckx Lengte : 250m - Hout
- Gent Kuipke (Citadelpark) Lengte : 166,6m - Hout
- Heusden-Zolder, Sport Vlaanderen Heusden-Zolder Velodroom Limburg Lengte: 250m - Hout

### Nederland

#### Open banen
- Assen, Regionaal Wielercentrum Noord, lengte: 200m - Hout[1]
- Sittard-Geleen Wielerbaan Geleen lengte: 500m - asfalt

#### Overdekte wielerbanen
- Amsterdam Velodrome Amsterdam Lengte : 200m - Hout
- Apeldoorn Omnisport Apeldoorn Lengte : 250m - Hout
- Alkmaar Sportpaleis Alkmaar Lengte : 250m - Hout